# Långvattnet (Håbols socken, Dalsland)
Långvattnet är en sjö i Dals-Eds kommun i Dalsland och ingår i Göta älvs huvudavrinningsområde.